# 至靈坊
至靈坊（越南语：／）是越南海防市的一个坊，位于市区西北隅。本名普赖坊（越南语：／，或译普吏坊），曾隶属于海阳省至灵市。面积13.83平方公里，2010年共有人口21,309。

## 地理
普赖坊位于红河三角洲腹地，梂江與滄江在当地匯合為太平江，形成了红河三角洲。東接同市文安坊，西隔太平江与北宁省相望，南側與古城坊相連，北鄰興道社、黎利社。面积约13.83平方公里。

## 历史沿革
在法属印度支那时期，普赖隶属于东京保护国，并被法国人称为七塔城（法語：Sept Pagodes），1891年，法军在普赖建立军事领地，此后当地便由重兵把守，直到法军被越共驱逐出境。
越南民主共和国成立后，恢复普赖一名，并建立普赖市镇，1951年2月，当地曾发生重大火灾。
1974年3月11日，北越政府决定将兴道社高塘村并入普赖市镇。1981年，古城社漂山村、泽水村及平江村并入普赖。
2010年2月12日，至灵县改制为至灵市社；普赖市镇亦改制为普赖坊。
2025年，海阳省并入海防市，至灵市撤销，普赖坊與古城坊、仁惠社合并建立至灵坊。

## 经济
普赖坊位于越南最大的煤田鸿基—太原含煤带上，煤炭资源丰富。苏联亦利用当地的煤炭资源，援助越南建造了普赖热电厂，该电站也是越南最大煤炭热电站之一，年均发电量超过62亿千瓦时，可以保障海防市等地的正常供电。

## 交通
普赖交通便利，内河航运发达。连接北宁省与海防市的國道18號自西向东穿过普赖镇域，其中一些来往北宁省与海防市各县市的公交线路在当地设有乘降点。另外，计划修建中的安园—盖磷铁路线也经过普赖，并将在当地设立车站。